# گرادیتس
گرادیتس (به آلمانی: Graditz) یک منطقهٔ مسکونی در آلمان است که در تورگاو واقع شده‌است. گرادیتس ۲۵۰ نفر جمعیت دارد.